# Kiten, Varna
Kiten (în bulgară Китен) este un sat în comuna Provadia, regiunea Varna,  Bulgaria. 

## Demografie
Componența etnică a satului Kiten
     Turci (30,76%)
     Bulgari (65,38%)
     Nicio identificare (3,84%)
     Altele (0%)
La recensământul din 2011, populația satului Kiten era de 52 locuitori. Din punct de vedere etnic, majoritatea locuitorilor (65,38%) erau bulgari, cu o minoritate de turci (30,76%). Pentru 3,84% din locuitori nu este cunoscută apartenența etnică.